# Theodor Hengst

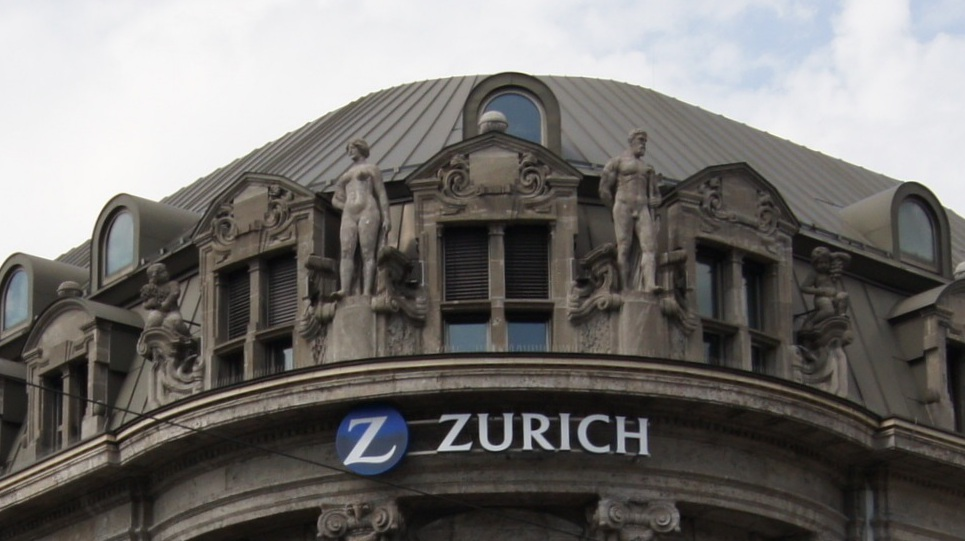
Eckrondell an der ehemaligen Dresdner Bank in Freiburg

Theodor Hengst (* 1869) war ein badischer Bildhauer.
Hengst verbrachte seine Kindheit im Karlsruher Waisenhaus, bevor er im Alter von 15 Jahren eine Lehre beim Karlsruher Bildhauer Fidel Binz begann. In Freiburg wurde er später zu einem Schüler von Julius Seitz, durch den er zudem einige Aufträge erhielt. Hierzu gehörten Arbeiten an der Bauplastik des Freiburger Stadttheaters sowie eine „in Kupfer getriebene, inzwischen zerstörte Figur eines Lehrjungen mit Wetterfahne“ für das Gebäude der Gewerbeschule. Diese schuf er, wie das Reichsgrafenrelief von 1903, in Zusammenarbeit mit Ferdinand Kohl. Kohl war ebenso Seitz-Schüler, wie August Müssle, mit dem Hengst zwischen 1905 und 1910 das neubarocke Eckrondel der Dresdner Bank schuf.
Hengst war der Bruder des Glasmalers Max Hengst sowie von Ottilie Hengst (1854–1910), der Mutter des späteren Expressionisten Karl Hofer.